# Cossura chilensis
Cossura chilensis är en ringmaskart som beskrevs av Hartmann-Schröder 1965. Cossura chilensis ingår i släktet Cossura och familjen Cossuridae. Inga underarter finns listade i Catalogue of Life.